# فورست (مسيسيبي)
فورست (بالإنجليزية: Forest, Mississippi)‏ هي مدينة تقع في الولايات المتحدة في Scott County. يقدر عدد سكانها بـ 5,987 نسمة ومساحتها 33.8 كم2 وترتفع عن سطح البحر 145 متر.

## التركيبة السكانية
حدّد مكتب تعداد الولايات المتحدة بيانات التركيبة السكانية لفورست في تعداد الولايات المتحدة. في ما يلي، التركيبة السكانية حسب تعدادي 2000 و2010.

### تعداد عام 2000
بلغ عدد سكان فورست 5,987 نسمة بحسب تعداد عام 2000، وبلغ عدد الأسر 2,085 أسرة وعدد العائلات 1,479 عائلة مقيمة في المدينة. في حين سجلت الكثافة السكانية 176.5 نسمة لكل كيلومتر مربع (457.1/ميل2). وبلغ عدد الوحدات السكنية 2,257 وحدة بمتوسط كثافة قدره 66.5 لكل كيلومتر مربع (172.2/ميل2).
وتوزع التركيب العرقي للمدينة بنسبة 40.35% من البيض و50.88% من الأمريكيين الأفارقة و0.40% من الأمريكيين الأصليين و0.53% من الأمريكيين ذوي الأصول الآسيوية و0.07% من سكان جزر المحيط الهادئ و5.85% من الأعراق الأخرى و1.92% من عرقين مختلطين أو أكثر و12.71% من الهسبانيون أو اللاتينيون من أي عرق.
بلغ عدد الأسر 2,085 أسرة كانت نسبة 42.9% منها لديها أطفال تحت سن الثامنة عشر تعيش معهم، وبلغت نسبة الأزواج القاطنين مع بعضهم البعض 41.6% من أصل المجموع الكلي للأسر، ونسبة 24.1% من الأسر كان لديها معيلات من الإناث دون وجود شريك،  بينما كانت نسبة 5.2% من الأسر لديها معيلون من الذكور دون وجود شريكة وكانت نسبة 29.1% من غير العائلات. تألفت نسبة 23.7% من أصل جميع الأسر من عدة أفراد يعيشون في نفس المنزل ونسبة 10.6% كانت تتألف من شخص يعيش بمفرده يبلغ من العمر 65 عاماً أو أكثر. وبلغ متوسط حجم الأسرة المعيشية 2.80، أما متوسط حجم العائلات فبلغ 3.25.
بلغ العمر الوسطي للسكان 32.5 عاماً. وكانت نسبة 28.9% من القاطنين تحت سن الثامنة عشر، وكانت نسبة 10.3% بين الثامنة عشر والرابعة والعشرين عاماً، ونسبة 26.6% كانت واقعةً في الفئة العمرية ما بين الخامسة والعشرين والرابعة والأربعين عاماً، ونسبة 19.4% كانت ما بين الخامسة والأربعين والرابعة والستين، ونسبة 12.1% كانت ضمن فئة الخامسة والستين عاماً فما فوق. يوجد لكل 100 أنثى 93.1 ذكر، ويوجد لكل 100 أنثى في الثامنة عشر من عمرها فما فوق 89.6 ذكر.
بلغ متوسط دخل الأسرة في المدينة 25,638 دولارًا، أما متوسط دخل العائلة فبلغ 29,767 دولارًا. وكان متوسط دخل الذكور 23,825 دولارًا مقابل 17,277 دولارًا للإناث. وسجل دخل الفرد الخاص بالمدينة 16,484 دولارًا. وكانت نسبة 21.6% من العائلات ونسبة 23.5% من السكان تحت خط الفقر، وكان من هؤلاء نسبة 31.3% تحت سن الثامنة عشر ونسبة 13.8% في الخامسة والستين من العمر وما فوق.

### تعداد عام 2010
بلغ عدد سكان فورست 5,684 نسمة بحسب تعداد عام 2010، وبلغ عدد الأسر 1,967 أسرة وعدد العائلات 1,318 عائلة مقيمة في المدينة. في حين سجلت الكثافة السكانية 167.5 نسمة لكل كيلومتر مربع (433.8/ميل2). وبلغ عدد الوحدات السكنية 2,135 وحدة بمتوسط كثافة قدره 62.9 لكل كيلومتر مربع (162.9/ميل2).
وتوزع التركيب العرقي للمدينة بنسبة 31.26% من البيض و48.52% من الأمريكيين الأفارقة و0.37% من الأمريكيين الأصليين و0.21% من الأمريكيين ذوي الأصول الآسيوية و0.84% من سكان جزر المحيط الهادئ و16.63% من الأعراق الأخرى و2.16% من عرقين مختلطين أو أكثر و23.68% من الهسبانيون أو اللاتينيون من أي عرق.
بلغ عدد الأسر 1,967 أسرة كانت نسبة 40.3% منها لديها أطفال تحت سن الثامنة عشر تعيش معهم، وبلغت نسبة الأزواج القاطنين مع بعضهم البعض 35.5% من أصل المجموع الكلي للأسر، ونسبة 25.8% من الأسر كان لديها معيلات من الإناث دون وجود شريك،  بينما كانت نسبة 5.6% من الأسر لديها معيلون من الذكور دون وجود شريكة وكانت نسبة 33% من غير العائلات. تألفت نسبة 26% من أصل جميع الأسر من عدة أفراد يعيشون في نفس المنزل ونسبة 11% كانت تتألف من شخص يعيش بمفرده يبلغ من العمر 65 عاماً أو أكثر. وبلغ متوسط حجم الأسرة المعيشية 2.85، أما متوسط حجم العائلات فبلغ 3.34.
بلغ العمر الوسطي للسكان 31.5 عاماً. وكانت نسبة 28.7% من القاطنين تحت سن الثامنة عشر، وكانت نسبة 10.9% بين الثامنة عشر والرابعة والعشرين عاماً، ونسبة 27.4% كانت واقعةً في الفئة العمرية ما بين الخامسة والعشرين والرابعة والأربعين عاماً، ونسبة 21.4% كانت ما بين الخامسة والأربعين والرابعة والستين، ونسبة 11.5% كانت ضمن فئة الخامسة والستين عاماً فما فوق. وتوزع التركيب الجنسي للسكان بنسبة 49.3% ذكور و50.7% إناث.

## أعلام
- ديوك واشنطن
- روي نوبل لي